# 茶碗

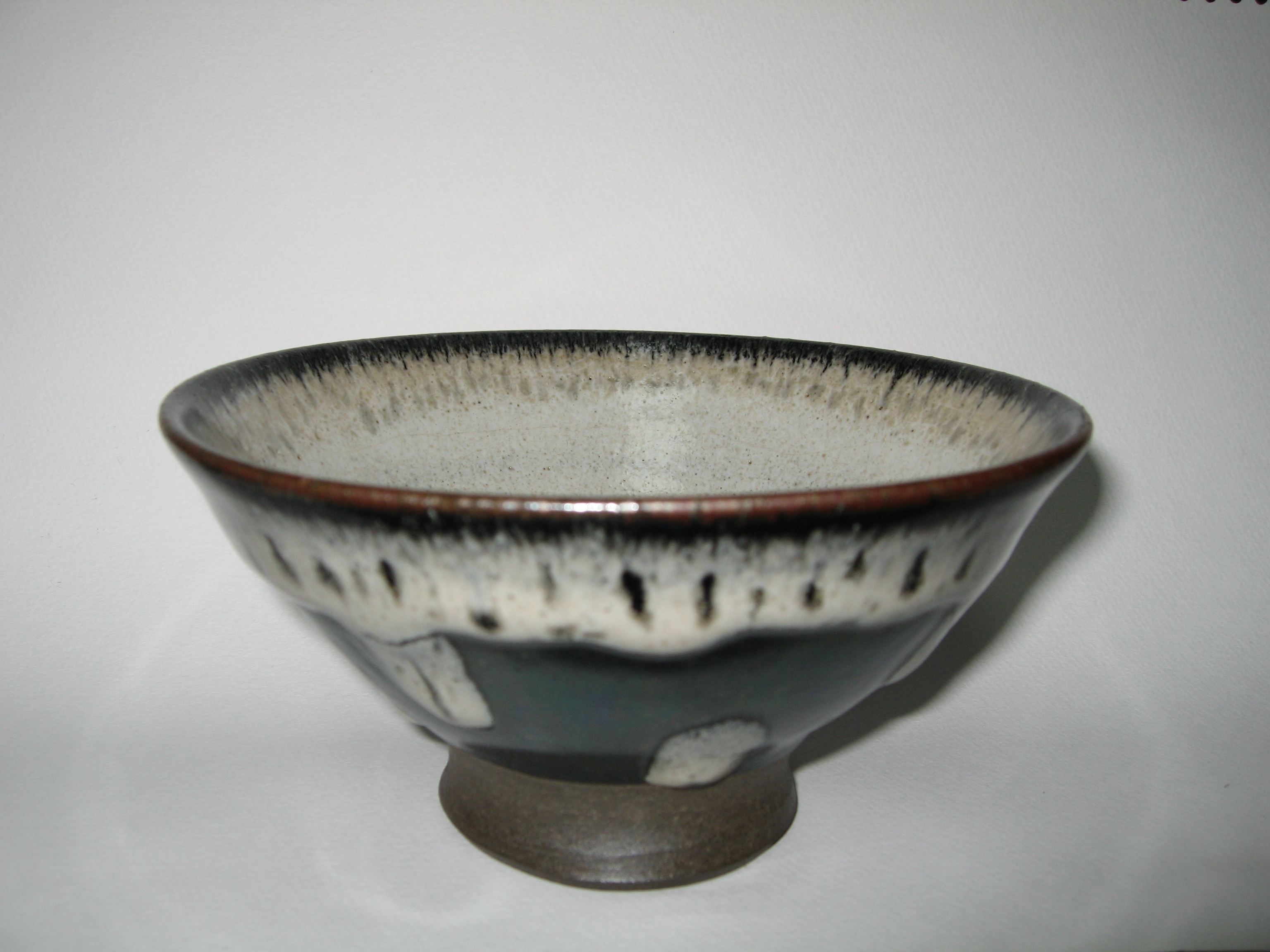
日本の飯碗

茶碗（ちゃわん）とは、元来は茶の湯において用いられる茶を入れて飲むための碗を指す語である（中国語：茶碗、茶盞、茶圓）。ただし、近年では広く陶磁器製の碗を指して用いられる。
現代の日本において「お茶碗」と言った場合には飯茶碗を指すことが多い。ただし、ご飯をよそうための椀は、特に ご飯茶碗（ごはんちゃわん・ごはんぢゃわん） あるいは飯碗（めしわん）と呼び区別することがある。「おわん」と称する器は次のように、分類することができる。
椀
木製の器。数千年以上前に遡ることのできる漆塗りの器（Japan)も発見されている。伝統工芸品である。
埦、碗
素焼きの土器から朝鮮陶工が製作した陶器まで全般を意味する。
茶碗
china（＝磁器）の碗を指す。中国発の高級磁器のことである。西洋の熱狂的支持を受けて、後に有田発「伊万里」焼となる。
磁器は割れやすい材質なので、現代では食堂など業務用にプラスチックや金属製の茶碗も作られている。

## 歴史

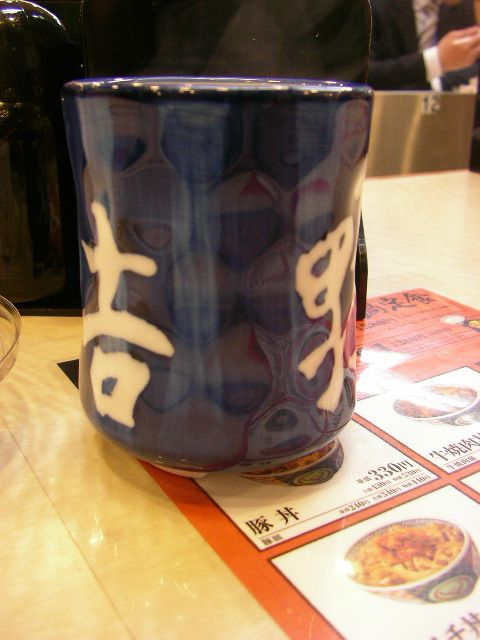
日本の湯呑茶碗の例（牛丼店「吉野家」にて）

茶碗は茶器の一つとして中国で生まれ、奈良時代から平安時代をかけて茶と一緒に日本に伝来したと考えられている。本来、「茶碗」は茶を入れて飲むための碗を指していた。江戸時代、煎茶の流行とともに従来からの抹茶茶碗に加えて、煎茶用の煎茶茶碗、白湯・番茶用の湯呑茶碗も用いられるようになったとされる。明治時代に入ると鉄道網の普及とともに磁器の飯茶碗が普及した。

## 湯呑茶碗など
ヨーロッパでは、茶碗に相当する器は cup である。東アジアから喫茶の習慣が伝わった当初は、把手のないカップが主流であったが、次第に把手付きのものが増え、やがてこれが普通となった。しかし熱湯で淹れる紅茶やコーヒーを飲用する欧米に対し、より低温で賞味する中国茶や煎茶、抹茶などが主であった中国や日本を含む東アジアでは、茶碗に把手をつける発想が無かった。英語では把手のないものを tea bowl、把手のあるものを tea cup と呼び分ける。cup はその後更にビュートシェイプ、ピオニーシェイプ、ロンドンシェイプなど様々な形（シェイプ）の変化を生じた。またコーヒー用のカップはcoffee cupと呼ばれるが、紅茶、コーヒー兼用の形もある。ヨーロッパでは茶托に当るものはカップソーサーと呼ばれ、カップと同様の材質、デザインで作られ、カップとセットになっているのが普通。材質は磁器、または炻器製が圧倒的に多い。また米飯用の食器は rice bowl と呼ばれる。

## 茶道具としての茶碗

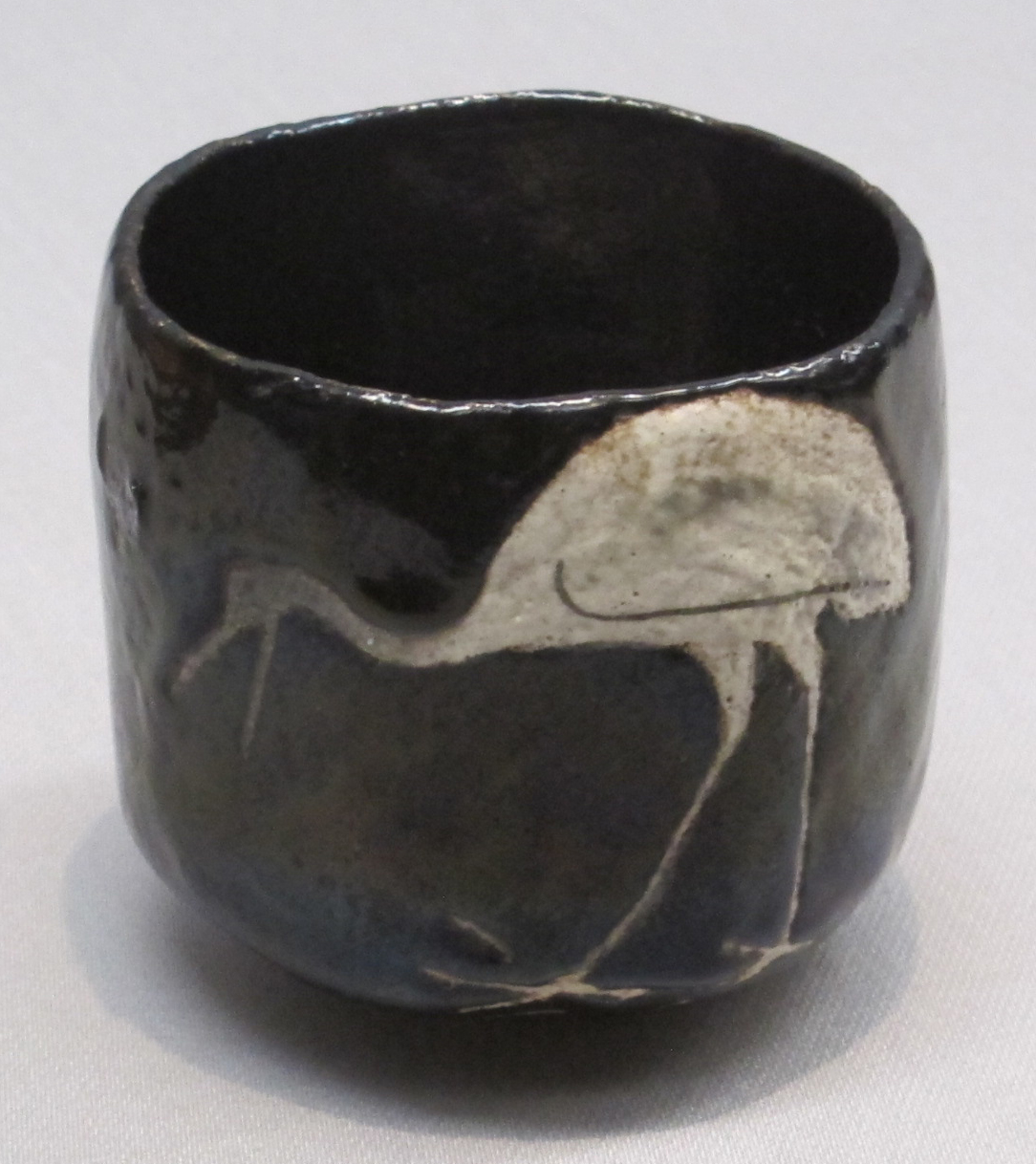
仁阿弥道八 黒楽鶴文茶碗（日本、江戸時代）

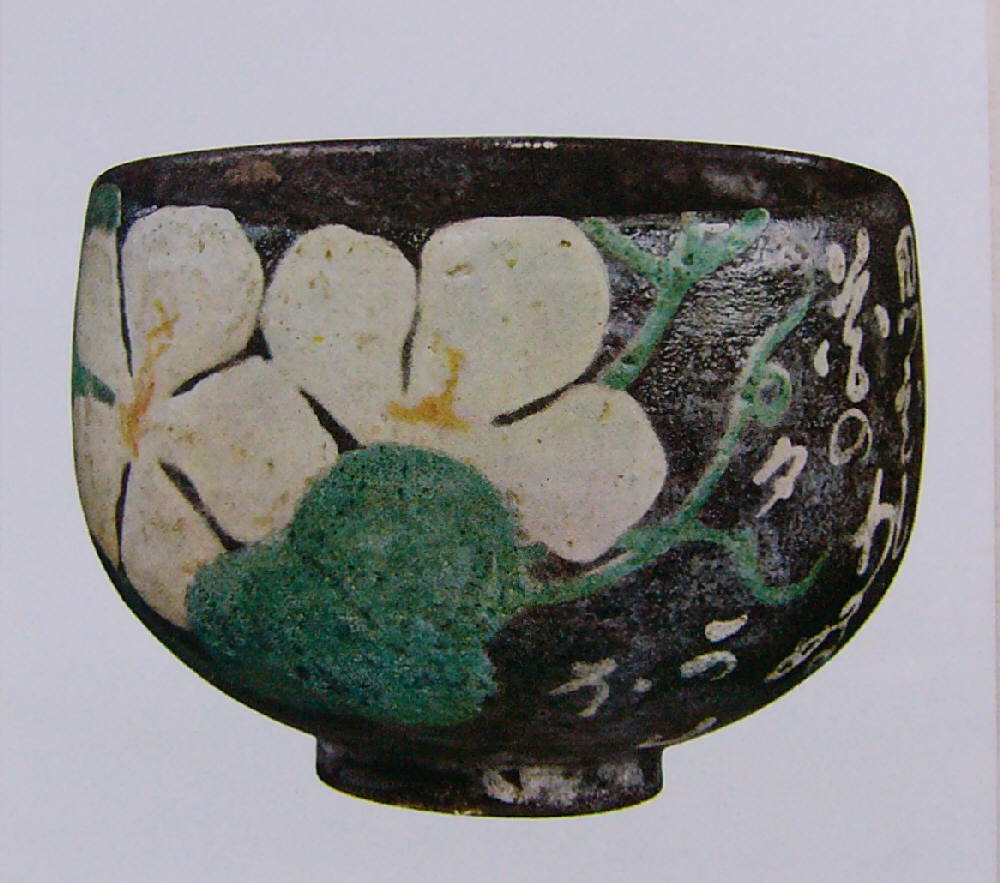
尾形乾山 夕顔茶碗 大和文華館蔵（日本、江戸時代）

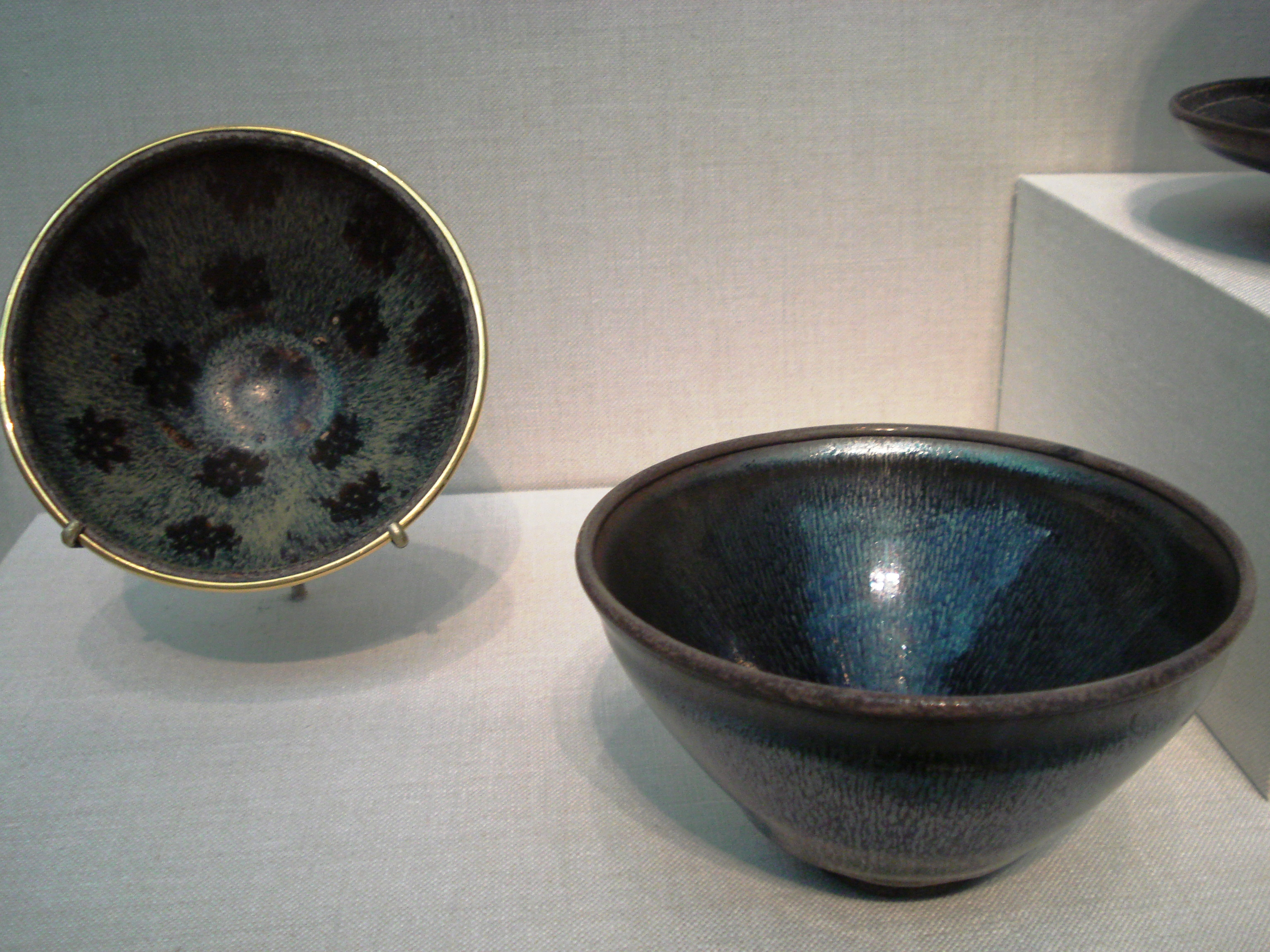
梅花天目茶碗（左、中国江西省吉州窯）と禾目天目茶碗（中国福建省建窯）（フリア美術館蔵）

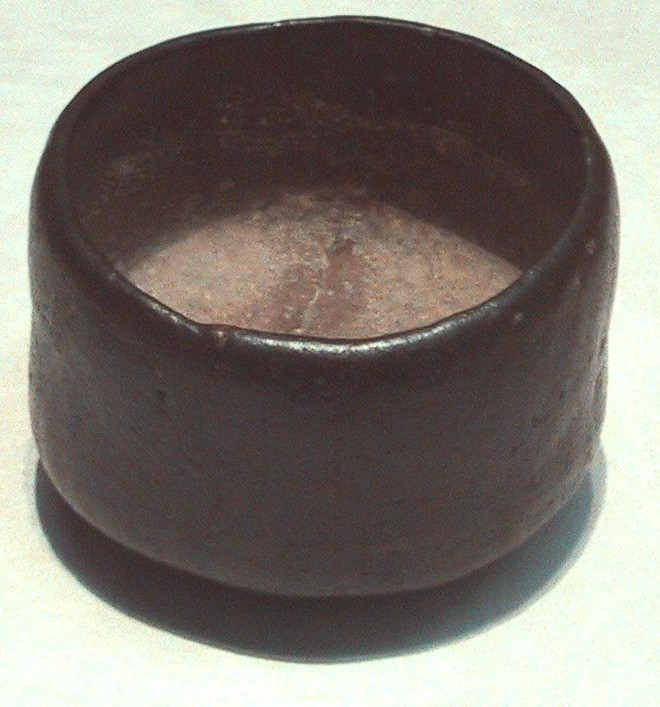
安土桃山時代の楽茶碗（銘・尼寺、東京国立博物館所蔵）

日本の茶の湯では、季節や趣向に応じて様々な茶碗を用いる。愛好者の間では「一楽、二萩、三唐津」などと言われることもあり、それらは産地や由来、その色形の特徴によって、主に以下のように分類される。
- 唐物
  - 天目茶碗 - 室町時代を中心に中国（宋）から日本へ輸入され、日本の茶人の間で珍重された。曜変天目、油滴天目、玳玻天目などが著名。
  - 青磁茶碗 - 中国南宋官窯の青磁や、同安窯系の珠光青磁などが知られる。
- 高麗物（高麗茶碗）  
  - 井戸茶碗 - 朝鮮王朝時代の民間雑器の碗を、日本の茶人が茶器に見立てて珍重したもの。
  - 三島茶碗 - 朝鮮王朝時代に造られた、韓国では「粉青沙器」と呼ぶ技法の碗。
- 和物
  - 楽焼茶碗（楽茶碗）黒、赤、白色
  - 萩茶碗
  - 唐津茶碗
  - 志野茶碗、織部茶碗、瀬戸黒茶碗、黄瀬戸茶碗、伯庵茶碗

茶碗の形状は、碗形のものが多いが、筒形や平形、輪形（玉形）、半筒、端反、沓形などがある。また、天目形、井戸形のように茶碗の特徴が形状名になっているものもある。形状から筒茶碗（つつちゃわん）、平茶碗（ひらちゃわん）等と呼ばれる茶碗もある。飲み口が狭く茶が冷めにくい筒茶碗は主に冬向き。逆に広く冷めやすい平茶碗は夏向きと使われる。楽や高麗井戸は格が高いと言われ、濃茶に使われることが多い。茶に合わせて作られた、煎茶碗、抹茶碗と呼ばれる茶碗もある。芸術品、工芸品として取引され、作家名の押し印されたものも多く、個々の茶碗に銘（名前）が付けられたものもある。
中近世の日本では「茶碗」という語は「磁器」を指していた。室町時代、足利将軍に仕えた同朋衆によって書かれた『君台観左右帳記』では唐物茶道具を分類するにあたって「土之物」と「茶碗」とが区別されているが、ここで言う「茶碗」は青磁の碗を指している。一方、「土之物」の部には、磁器以外の、現代でいう「天目茶碗」の類が分類されている。「天目茶碗」という用語は近代以降のもので、『君台観左右帳記』の書かれた時代には単に「天目」と称していた。
やがて磁器は、技術の全国的な普及、中国の生産体制の復興によって、輸出よりは国内市場向けの供給が主流となっていった。磁器が庶民に手が届くほどのものとなって、「茶碗」という言葉は原義を意識せず、普通に使用されるようになった。
18世紀頃の江戸では、瀬戸焼ではない物も含めてやき物のことを「せと物」と総称していたが、京都、大阪では同じ語感で「やき物の道具」という意味の「ちゃわんの物」という言葉が一般に定着していた。「茶碗の香炉（＝磁器製の香炉）」という用例や、「古今著聞集」の巻五和歌の部にある「女房のもとへ、獅子のかたをつくれりける茶碗の枕（＝磁器製の枕）を奉る」の用例からも窺い知ることができる。それらは伊勢流武家故実家の著述に見ることができる。
すなわち、「ご飯を食べるための磁器」や「お湯を飲むための磁器」は「ご飯茶碗」や「湯のみ茶碗」と言われ、茶碗という名称は、後世徐々に意味を変質させながらも定着しているような次第である。

## 茶碗をテーマにした作品
- 寺田寅彦の随筆『茶わんの湯』